# Hestiasula major
Hestiasula major es una especie de mantis de la familia Hymenopodidae.

## Distribución geográfica
Se encuentra en China y Vietnam.